# Atça
Atça város Törökországban, Aydın tartományban, az azonos nevű budzsak székhelye. Népessége 2008-ban 7396 fő volt, a budzsak népessége pedig 10 081 fő. Története a Római Birodalom koráig nyúlik vissza; 1867 óta város. 1922. szeptember 5-én, a görög invázió utáni felszabadításkor porig rombolták. Ezt követően Atça újjászületett: Hadi és Hafiz Bey franciaországi minta alapján tervezte meg az új települést; alaprajza megegyezik a párizsi Place de l'Étoile szerkezetével.

## Nevének eredete
A város alapítása előtt a területet lovak legeltetésére használták. Valószínűsíthető, hogy a név is ebből ered: az at (magyarul ló) és a ça (a çayirlik rövidítése) szavak összetételeként. Más szóbeszédek szerint az itteni emberek kapták az Atçi (magyarul "a lovak szerelmesei") nevet, és később ez módosult a település mai nevére. Egy harmadik elmélet azt feltételezi, hogy a név az Atçali vagy az Atçak szavakból ered, melyek jelentése: a hely, ahová a lovakat kikötik.

## Fekvése
Északról hegyláncok, délről a Büyük Menderes folyó határolja. A kiterjedt síkságon főleg zöldségek és déligyümölcsök teremnek. A város központjában egy közpark található, amelybe Atça nyolc főutcája torkollik. A településen áthalad az İzmirt Denizlivel összekötő főút.

## Gazdaság
Atça feldolgozóipara elsősorban gyümölcs, zöldség feldolgozás, gyapot és olívaolaj területén jelentős. Az elmúlt években epertermesztésével szerzett hírnevet; a gyümölcsből éves szinten 5000 tonnányit termesztenek a helyiek. A könnyűipart az autóabroncs és hajtómű gyártása, valamint a textilipar képviseli. Az előállított termékek többségét exportálják; a gyárakban 600 fő dolgozik.

## Oktatás
A városban öt általános iskola, egy szakmunkásképző és egy többprofilú középiskola található. A népesség 99,99%-a írástudó.

## Híres szülöttei
- Atçalı Kel Mehmet Efe (1780-1830) forradalmár, népi hős

## Testvérvárosai
- Makó,  Magyarország (2008)